# Целестин Медович

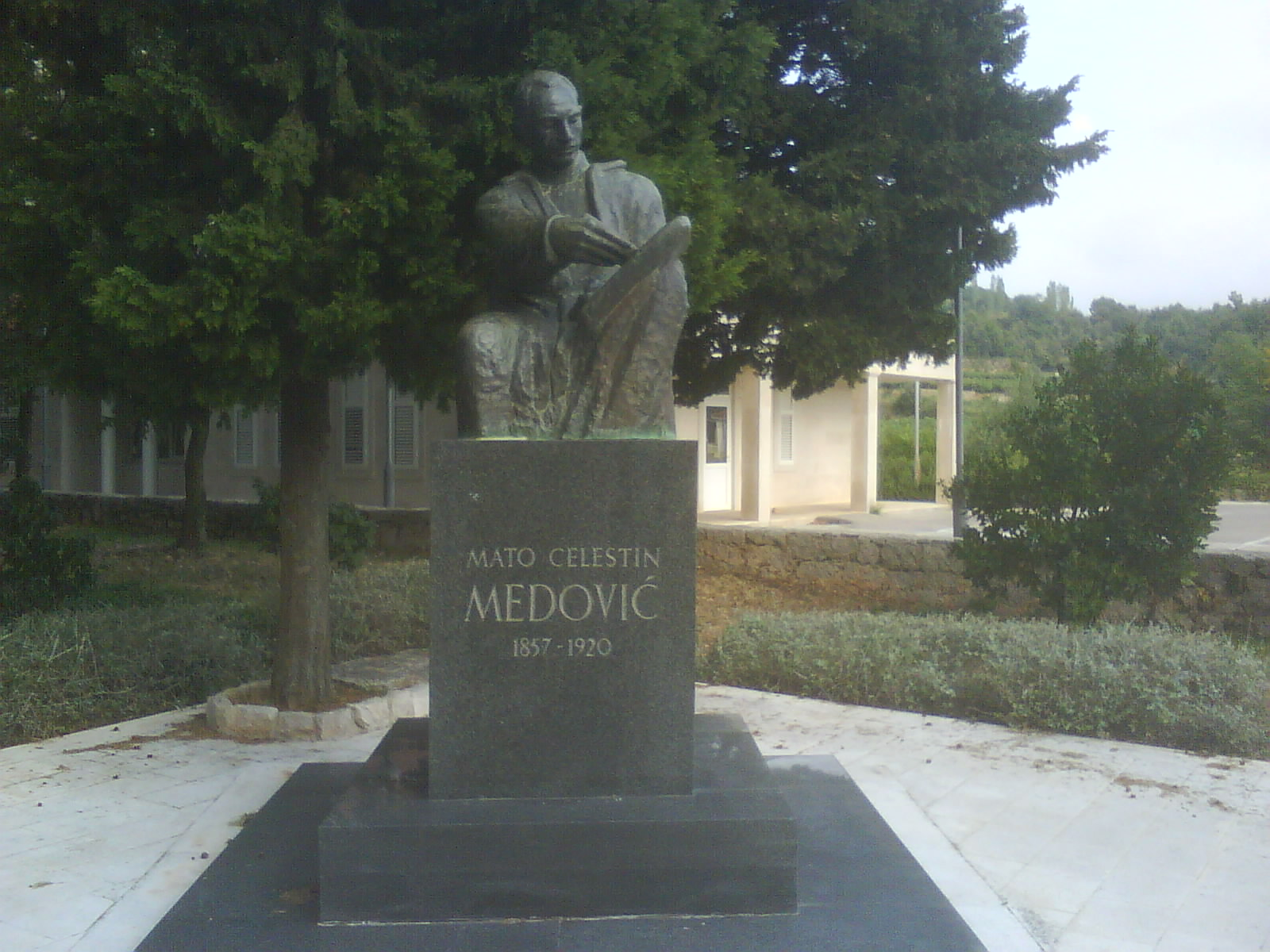
Пам'ятник М. Ц. Медовичу в Куні Пелешацькій

Мато Целестин Медович (хорв. Mato Celestin Medović, 17 листопада 1857, Куна Пелєшацька, Австрійська імперія — 20 січня 1920, Сараєво
, Югославія) — хорватський художник.

## Життя і творчість
Шкільну освіту Мато Медович здобув у францисканському монастирі на півострові Пелєшац, неподалік рідного села. В 11-річному віці (в 1868 році) майбутній художник вступив до Францисканського ордену й був відправлений у монастир Дубровника, де і прийняв чернече ім'я Целестин. Саме в цьому монастирі й відкрили талант нового брата до малювання. Роботи Медовича високо оцінив генерал Францисканського ордену Бернардо дель Ваго да Портогруаро (Bernardo del Vago da Portogruaro), який відвідав 1879 р. дубровницький францисканський монастир. За рішенням Портогруаро, 1880 року Медовича направили до Рима здобувати далі мистецьку освіту. Там юнак оселився в монастирі Сан-Ісідоро — визнаному центрі мистецтва назарейців. У Сан-Ісідоро учителем живопису для Целестина Медовича стає спершу Лодовик Зейц, а потім — Джузеппе Гранді. У 1883 році молодий художник приїжджає до Флоренції і надходить в приватну школу живопису Антоніо Чизеріа. В Італії Медович здійснює ряд розписів у монастирях Фаенци, Чезени і Фуццечіо. У 1886 році він, як орденський брат, був спрямований у свій дубровницький монастир. Завдяки підтримці дубровницької громадськості та венеціанського художника Еміля Шиндлера, Медович потім мав змогу навчатися в Мюнхенській академії мистецтв. У Мюнхені творчість хорватського художника формувалося під впливом його вчителя К. Т. фон Пілоті.
У 1893 році Медович повертається в Дубровник і 1895 року вступає до заснованої в Загребі групи майстрів, яка гуртувалася навколо живописця Влахо Буковаца. В 1905—1907 роках Медович займається розписом будівлі греко-католицького собору Святої Трійці в хорватському місті Крижевці, а пізніше в католицьких церквах у Пожеге і Нова-Градишке. У 1895 році художник, що став прихильником секуляризації церковних володінь, виходить із францисканського ордену і надалі живе в Загребі, а з 1898 — в рідній Куні. Літні місяці він проводить на дачі в Цриквениці. У 1901 році Медович проводить спільну виставку своїх робіт з художником Отоном Івековичем. Переїхавши в Загреб, де потім проживав до 1907 року, він разом з іншими хорватськими майстрами бере участь у виставках в Будапешті, Копенгагені, Празі, Парижі, Белграді, Софії та Загребі. Після 1908 року художник знову живе в Куні, в 1912—1914 роках — у Відні. Помер після важкої хвороби (запалення легенів) у Сараєво.
Целестин Медович писав переважно у реалістичній манері як монументальні твори релігійного та історичного змісту, так і портрети своїх сучасників.

## Галерея

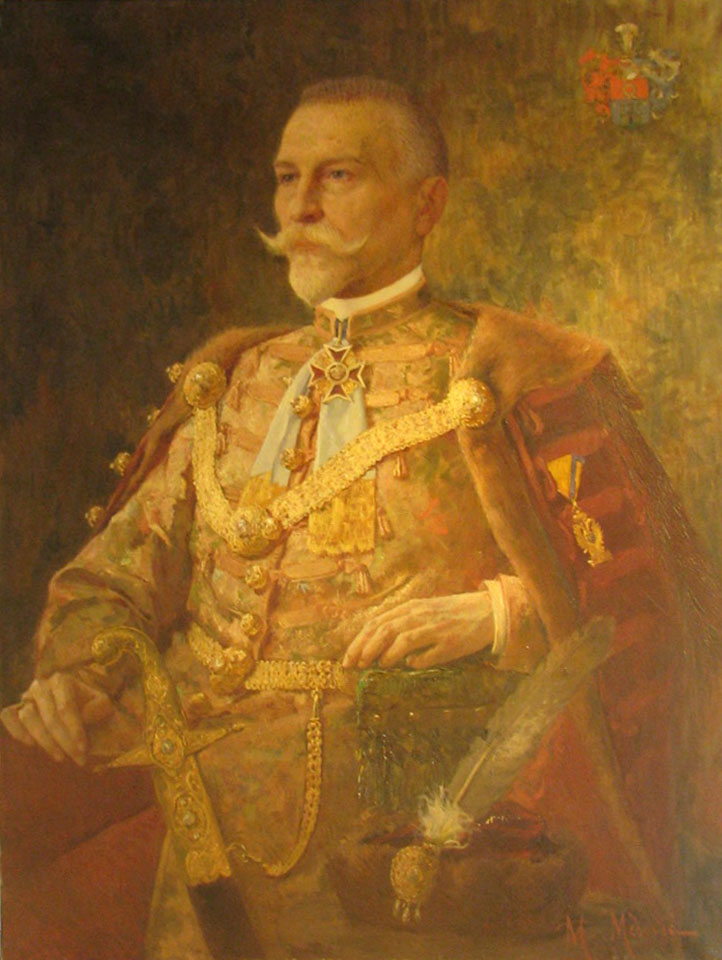
Портрет Адольфа Мошинського (1906)
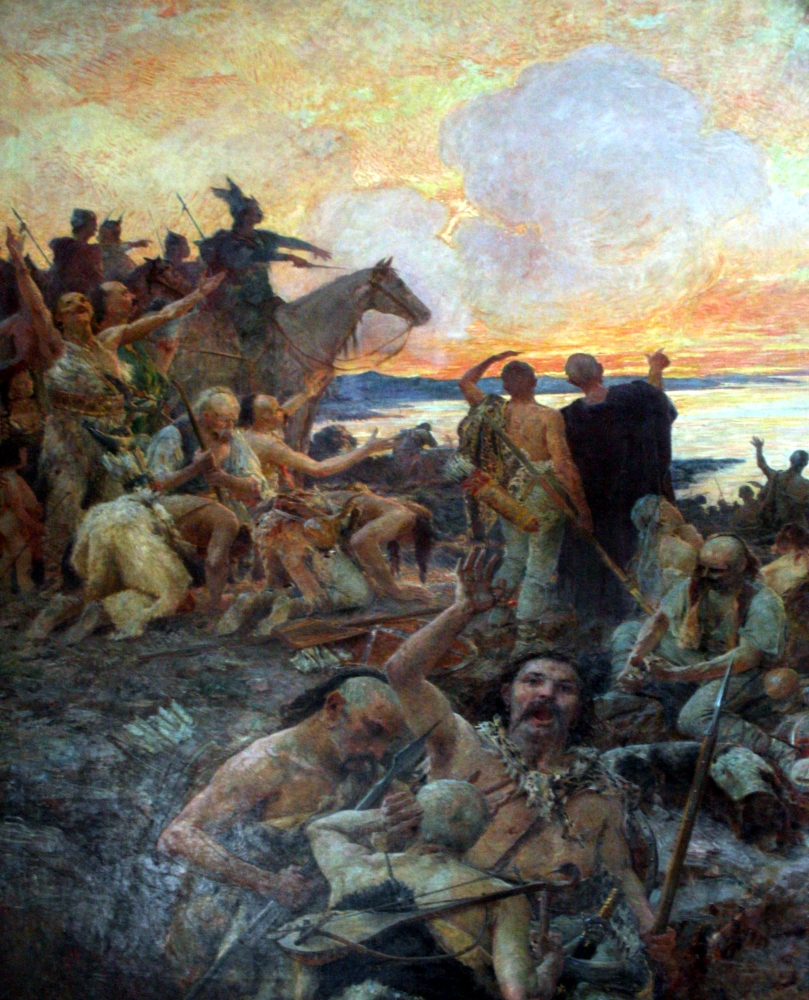
Прихід хорватів (1903)
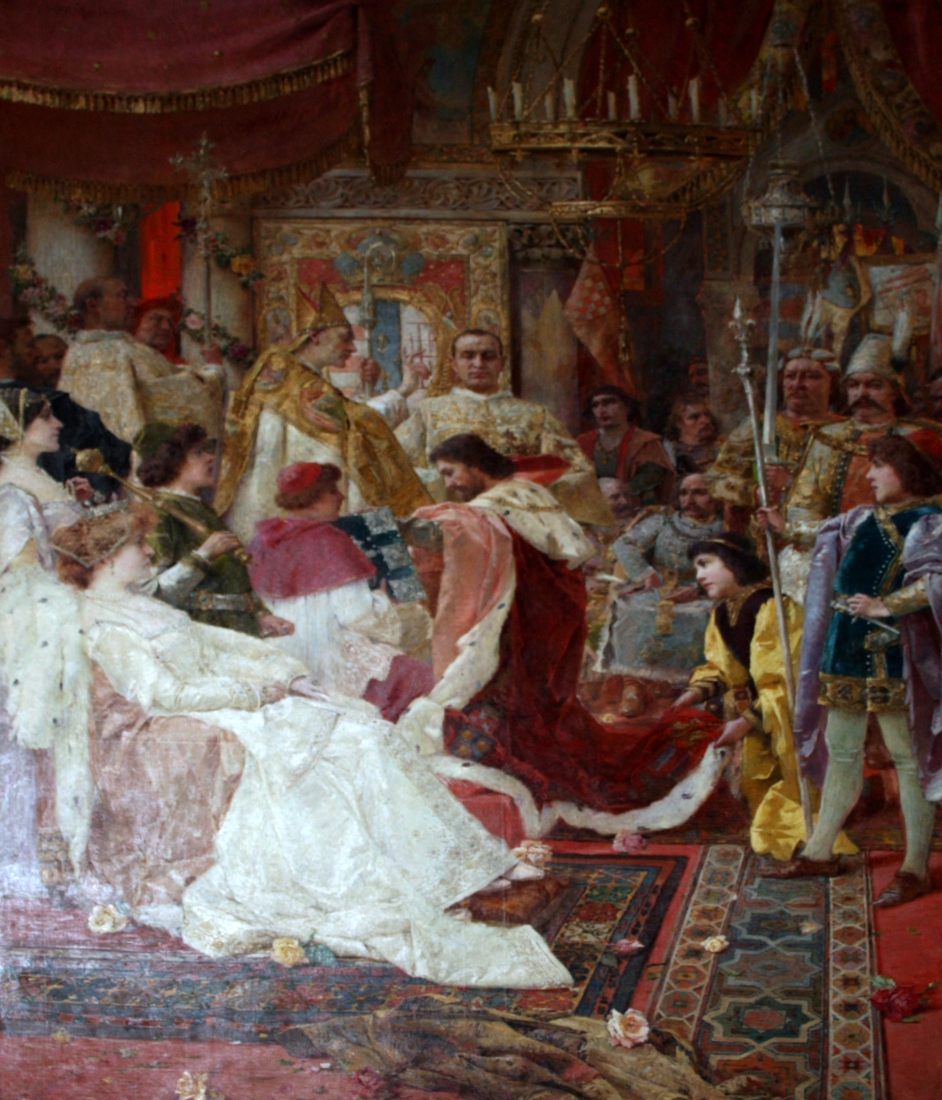
Коронація Владислава Неаполітанського в 1403 році хорватської короною
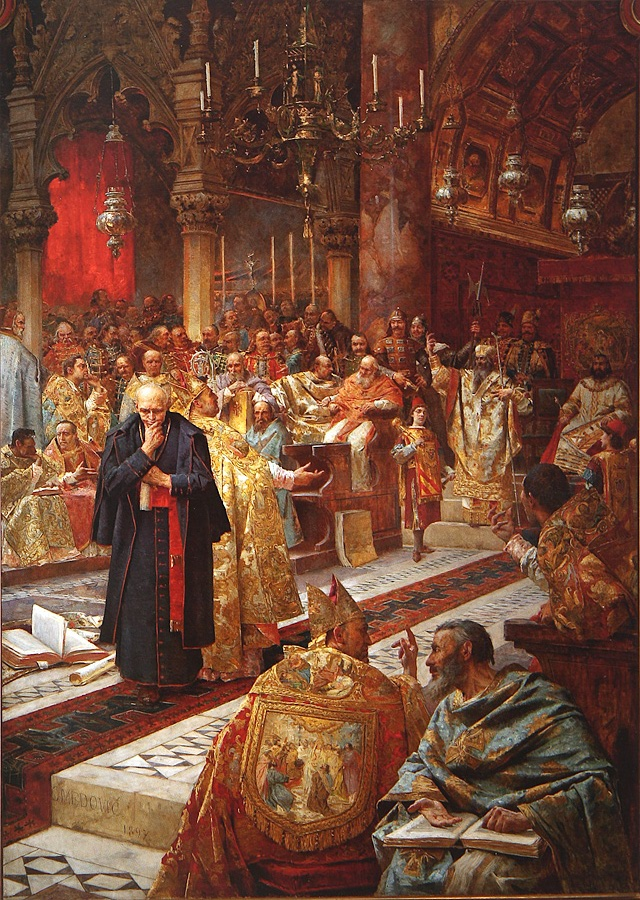
На церковному соборі у Спліті
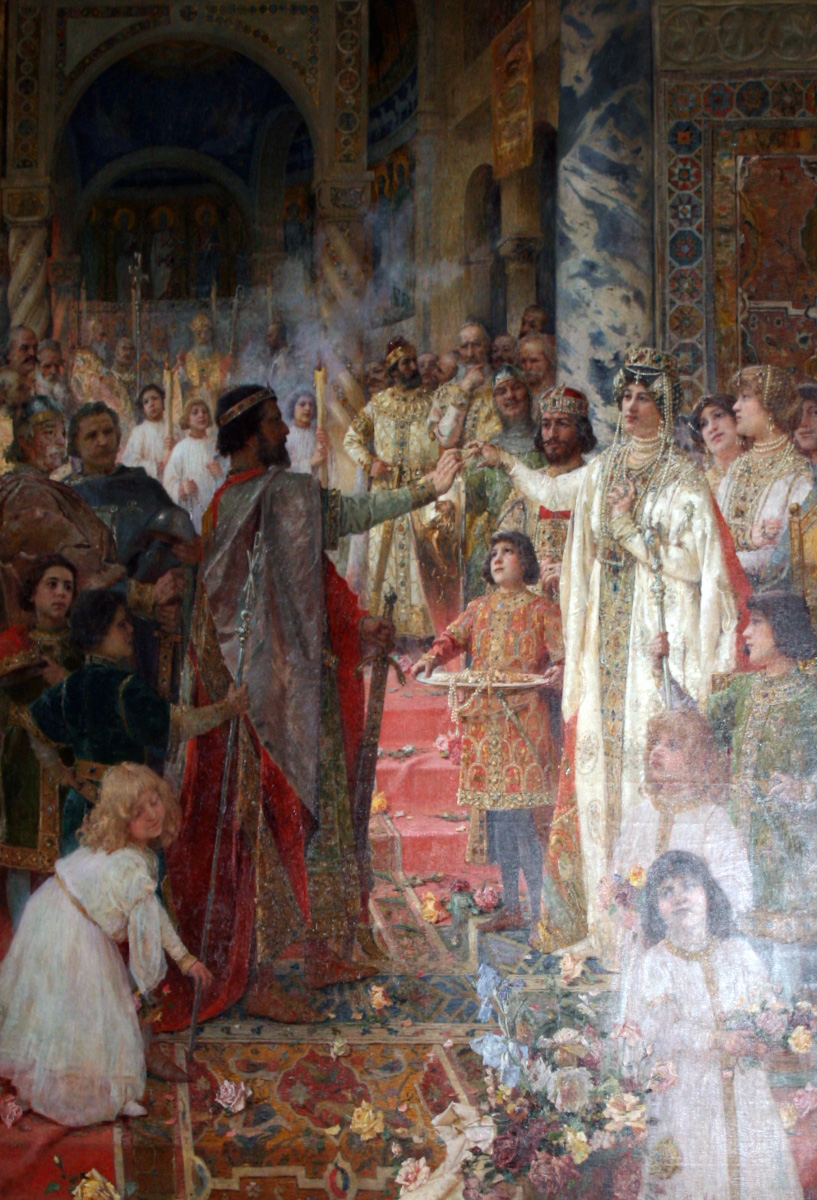
Заручини хорватського короля Звоніміра
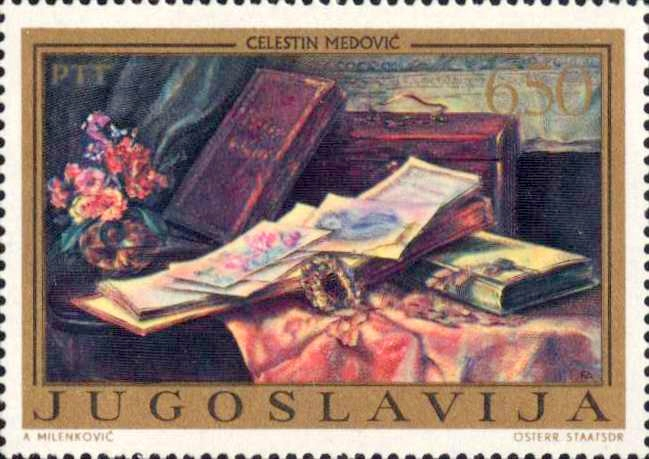
Натюрморт